# Boris Żukow
Boris Pietrowicz Żukow (ros. Борис Петрович Жуков, ur. 12 listopada 1912 w Samarkandzie, zm. 23 września 2000 w Moskwie) – rosyjski chemik, akademik Akademii Nauk ZSRR.

## Życiorys
Od 1921 mieszkał z rodzicami w Moskwie, gdzie w 1930 skończył szkołę o profilu chemicznym, później pracował w zakładzie chemicznym, następnie w Naukowo-Badawczym Instytucie Sił Powietrznych w Moskwie. W 1937 ukończył z wyróżnieniem Moskiewski Instytut Chemiczno-Technologiczny im. Mendelejewa i został pracownikiem naukowym laboratorium instytutu naukowo-badawczego Ludowego Komisariatu Sprzętu Bojowego ZSRR, 1938-1942 był zastępcą szefa, później szefem laboratorium, zajmował się pracami nad rakietami balistycznymi. W 1944 przyjęto go do partii komunistycznej. W 1941 uzyskał tytuł kandydata nauk technicznych, a w 1951 doktora nauk technicznych, później profesora. 22 sierpnia 1951 został dyrektorem Naukowo-Badawczego Instytutu Chemiczno-Technologicznego Ministerstwa Przemysłu Maszynowego ZSRR w mieście Dzierżynskij, którym kierował przez 35 lat. Współpracował z Aleksandrem Nadiradzem w pracach nad techniką rakietową. W 1968 został członkiem korespondentem, a w 1974 akademikiem Akademii Nauk ZSRR. Napisał ponad 600 prac naukowych. Był honorowym obywatelem miasta Dzierżyńskij i honorowym obywatelem obwodu moskiewskiego. Pochowano go na Cmentarzu Nowodziewiczym.

## Odznaczenia i nagrody
- Medal Sierp i Młot Bohatera Pracy Socjalistycznej (dwukrotnie - 28 lipca 1966 i 5 stycznia 1982)
- Order Lenina (czterokrotnie - 28 kwietnia 1963, 28 lipca 1966, 17 września 1975 i 5 stycznia 1982)
- Order Rewolucji Październikowej (26 kwietnia 1971)
- Order Czerwonego Sztandaru Pracy (25 lipca 1958)
- Order „Znak Honoru” (24 września 1944)
- Nagroda Leninowska (1976)
- Nagroda Państwowa ZSRR (1967)
- Nagroda Stalinowska (1951)
- Order Przyjaźni Narodów (8 grudnia 1992)
- Medal „Za pracowniczą dzielność” (dwukrotnie - 24 listopada 1942 i 24 października 1952)
- Medal „Za ofiarną pracę w Wielkiej Wojnie Ojczyźnianej 1941–1945”
- Nagroda im. S. Korolowa (1982)

I inne.